# Gonatocerus sulcatus
Gonatocerus sulcatus är en stekelart som beskrevs av Girault 1915. Gonatocerus sulcatus ingår i släktet Gonatocerus och familjen dvärgsteklar. Inga underarter finns listade i Catalogue of Life.